# Inside – Outside
Inside – Outside ist ein Dokumentarfilm des Deutschen Fernsehfunks von Lilly Grote aus dem Jahr 1990.

## Handlung
In der Staßfurter „Schule der Freundschaft“ leben und lernen zum Ende der DDR 291 Kinder aus Namibia. Nach einem Massaker im Flüchtlingslager Cassinga im Jahr 1978 wandte sich die SWAPO mit der Bitte um Hilfe an die SED. Die im Film behandelte Schule mit dem angeschlossenen Internat, ist ein Teil dieser Hilfe. Bereits Ende 1979 reisen die ersten Kinder aus Namibia an und befinden sich immer noch in Staßfurt. Sie wachsen hier zwischen zwei Kulturen auf. Anfang 1989 kommen weiter kleine namibische Kinder aus einem Flüchtlingslager in Angola hinzu.
Die Kinder wurden nie in das gesellschaftliche Umfeld integriert und bleiben Fremde in der Stadt. Ein Teil der Bewohner der Stadt will sie nicht haben und die CDU Staßfurt fordert Anfang 1990 sogar, alle wieder nach Namibia zu schicken und die Schule den städtischen Erfordernissen zuzuführen. Auch die Bild-Zeitung beteiligt sich an dieser Kampagne und behauptet zusätzlich, die Kinder seien von der SWAPO entführt worden. Dem schließen sich noch mehrere Journalisten sowie Reporter an und vergessen dabei das Wichtigste, die Kinder. Der stellvertretende Direktor der Einrichtung äußert vor der Kamera seine Enttäuschung über diese Darstellungen. Er betont auch, dass viele Elemente der Heimatverbundenheit zum Programm der Ausbildung gehören, weshalb auch jeder Gruppe ein namibischer Erzieher zugeordnet ist, der auch mit den Kindern in ihrer Sprache spricht, wobei Kultur und Tradition im Vordergrund stehen.
Eine Gruppe der Jüngeren wird beim Unterricht gefilmt und auffallend ist, dass fast alle nach einem Jahr Anwesenheit ein gutes Deutsch sprechen können. Auch ein privates Fotoalbum wird dem Filmteam gezeigt und die gesamte Familie voergestellt. Die deutsche Musiklehrerin war 2,5 Jahre in Angola im Kindergarten eines namibischen Flüchtlingslagers beschäftigt und bringt den Kleinen jetzt einen Teil der dort gelernten etwa 150 Lieder für Kinder, aber auch für Erwachsene, in ihrer Sprache bei. Sie hat die Delegierung nach Staßfurt mit der Order erhalten, aus den Kindern keine schwarzen Deutschen zu machen, sondern sie sollen auf jeden Fall Namibier bleiben.
Unmittelbar vor dem Schulgebäude, in der Straße der Völkerfreundschaft befindet sich die Diskothek des Wohngebiets. Hier haben sich für die Kamera bereits viele deutsche Jugendliche zusammengefunden. Dabei kommt zur Sprache, dass die schwarzen Jugendlichen schon immer ungebetene Gäste sind. Es liegt manchmal auch an Dingen, die die Namibier nicht zu verantworten haben. So gibt es in dem Wohngebiet für über 6000 Bewohner nur einen Sportplatz, während für die Afrikaner zwei Sportplätze und zwei Handballfelder zur Verfügung haben. Der Einlass zur Diskothek scheint sich erst mit der Anwesenheit des Filmteams geregelt zu haben, denn bisher gab es immer Probleme, da nur 80 Plätze zur Verfügung stehen und die Einheimischen immer bevorzugt wurden.
Dann kommen auch persönliche Ansichten der namibischen Jugendlichen zur Sprache. Einer der Jungens hat zum Beispiel Probleme mit den deutschen Mädchen in Staßfurt, denn unter denen wird eine Verbindung mit den Ausländern nicht gern gesehen, was in anderen Orten der DDR nicht der Fall ist. Die Mädchen machen sich Gedanken um ihre Berufsausbildung, egal ob die in Namibia oder noch in der DDR stattfindet. Auf jeden Fall haben sie Sehnsucht nach ihren Familien in der Heimat. Anschließend führt eines der Mädchen das Kamerateam in verschiedene Zimmer des Internats, wobei auch die Bewohner vorgestellt werden. Dabei erzählen die Jungen, dass sie sich sehr für Breakdance interessieren, seit sie den Film Beat Street im Kino und danach auch im Fernsehen gesehen haben. Dieser Tanz begeistert sie so, dass sie jede Gelegenheit nutzen, um das gleiche Niveau zu erreichen, was sie auch gleich vor der Kamera beweisen wollen.
Nach dem Sieg der SWAPO im namibischem Befreiungskampf kommen zwei Vertreter der neuen Regierenden in die Einrichtung und erklären noch einmal aus ihrer Sicht, weshalb sich die Kinder in Staßfurt befinden. Auf jeden Fall sollen sie nach ihrer Ausbildung wieder zurück in ihre Heimat fahren. Dabei ist es wichtig, nicht die Kultur zu vergessen, was die Kleinen auch umgehend einen Tanz aus Namibia beweisen wollen. Für die Zukunft ihres Landes sieht der Besuch ein friedliches Zusammenleben der schwarzen und weißen Bevölkerung. Nach den Dreharbeiten fand eine Delegation des namibischen Kirchenrats keine Anzeichen dafür, dass die Kinder in Staßfurt versteckt wurden.

## Produktion und Veröffentlichung
Inside – Outside wurde vom Deutschen Fernsehfunk für die seit November 1989 existierende Magazin- und Reportagereihe „Klartext“ gedreht. Ein Sendetermin im Fernsehen ist nicht mehr nachzuvollziehen. Am 25. Oktober 1992 wurde der Film das erste Mal nachweisbar auf großer Leinwand im Berliner Kino Arsenal gezeigt.